# آنتونی پراتکنیس
آنتونی آر. پراتکَنیس (انگلیسی: Anthony R. Pratkanis؛ زادهٔ ۲ آوریل ۱۹۵۷) یک دانشمند، پژوهش‌گر، روان‌شناس و پدیدآور اهل ایالات متحده آمریکا است. وی مدرک کارشناسی علوم خود را در رشته های روان‌شناسی، جامعه‌شناسی و مددکاری اجتماعی دریافت کرد . سپس از دانشگاه ایالتی اوهایو کارشناسی ارشد و پی‌اچ‌دی دریافت کرد. تخصص او در زمینهٔ پروپاگانداست و در حال حاضر، استاد روان‌شناسی دانشگاه کالیفرنیا، سانتا کروز است.
وی کتب و مقالات فراوانی در زمینهٔ نفوذ اجتماعی، کلاهبرداری، پروپاگاندای دیکتاتورها و تروریست‌ها، بازاریابی و رفتارهای مشتریان و اقناع نامحسوس منتشر نموده‌است و مشاور گروه‌های اجتماعی، نهادهای تنظیم‌کنندهٔ مقررات و اجرای قانون و نیروهای مسلح ایالات متحده آمریکا بوده‌است. علاقمندی پژوهشی او در حوزه روان‌شناسی اجتماعی، اعتقادات و باورها، زبان و ارتباطات و همچنین پویایی گروه، تعصب‌ها و تفکر قالبی است.